# Iglesia de la Natividad de Nuestra Señora (Lubiano)
La iglesia de la Natividad de Nuestra Señora es un templo situado en el concejo de Lubiano, en el municipio español de Vitoria.

## Descripción

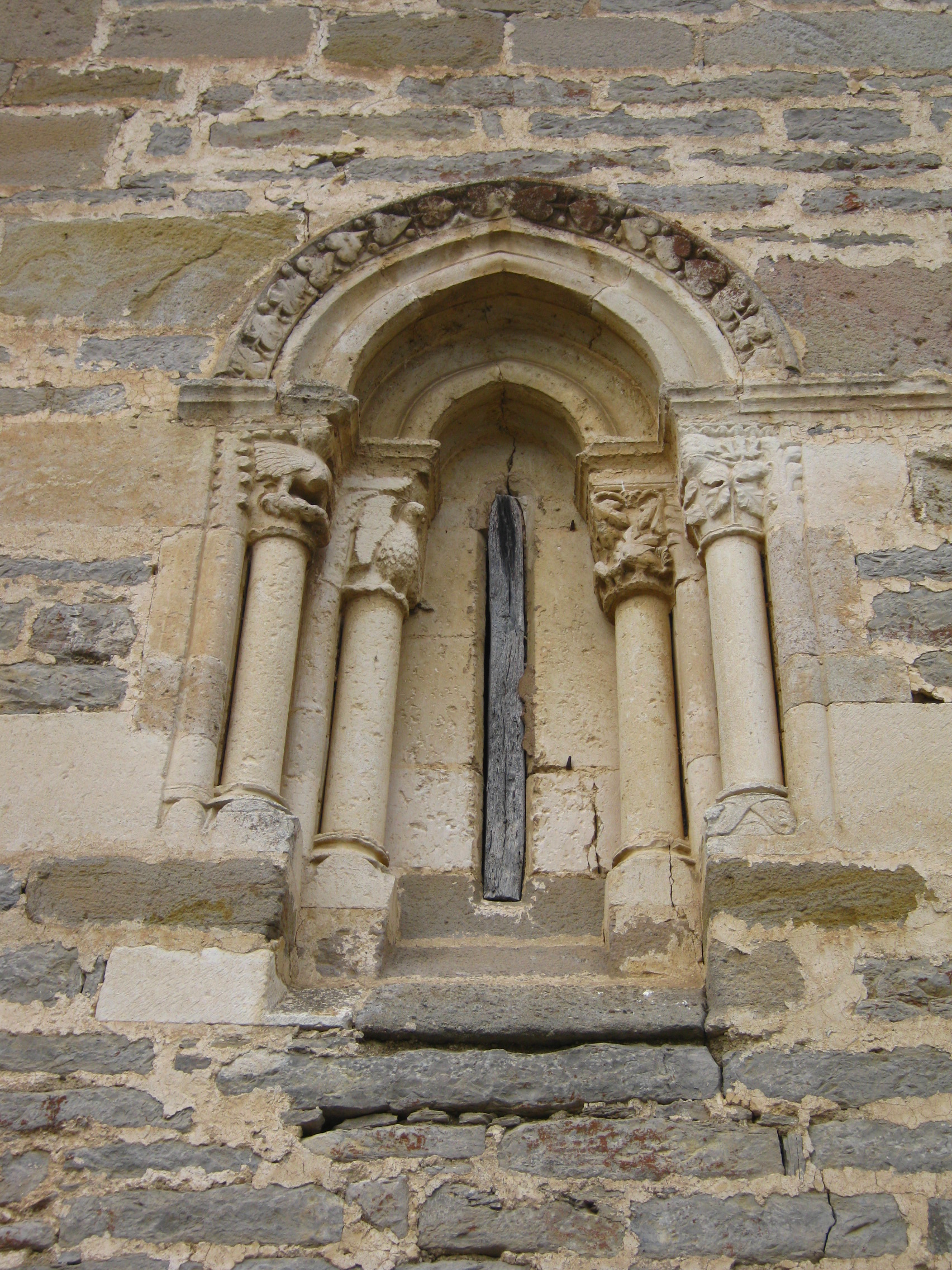
Ventanal de la iglesia

El edificio se encuentra en el concejo alavés de Lubiano, en la comunidad autónoma del País Vasco. Construido en el siglo XIII, está protegido bajo la categoría de «zona de presunción arqueológica». Se menciona como iglesia parroquial del lugar en el Diccionario geográfico-estadístico-histórico de España y sus posesiones de Ultramar de Pascual Madoz, donde se dice que a mediados del siglo XIX estaba «servida por un beneficiado perpetuo, con titulo de cura, de patronato del ordinario y del cabildo» y contaba con cementerio. Décadas después, ya en el siglo XX, Vicente Vera y López vuelve a reseñarla en el tomo de la Geografía general del País Vasco-Navarro dedicado a Álava con las siguientes palabras: «Su parroquia, dedicada á la Asunción de Nuestra Señora, es de categoría rural de segunda clase, y pertenece al arciprestazgo de Armentia».
Los registros sacramentales de bautismos, matrimonios y decesos generados por la parroquia de la Natividad de Nuestra Señora desde el siglo XV hasta el final del XIX se conservan con los del resto de iglesias de la provincia en el Archivo Histórico Diocesano de Vitoria, donde pueden consultarse.